# Sijthoff-gebouw
Het Sijthoff-gebouw is een gebouw in brutalistische stijl in Rijswijk, Nederland, naar ontwerp van architectenbureau LIAG. In het bouwwerk, dat op 5 oktober 1981 werd geopend door prins Claus, bevond zich het hoofdkantoor van de Sijthoff Pers; een uitgever van onder andere de Haagsche Courant. Het gebouw staat bekend als de "eierdoos" en had lange tijd op het dak in het rood de naam "Haagsche Courant". Achter het kantoor bevond zich de drukkerij, die daar tien jaar eerder, in 1971 was gevestigd, nadat de eerdere locatie aan de Haagse Wagenstraat te krap was geworden.
Na het vertrek van de uitgeverij in 2009 heeft het pand lange tijd leeg gestaan. Vanaf 2025 zal het 53 meter hoge pand verbouwd worden tot hotel en conferentiecentrum.

## Bomaanslag
Op 2 december 1988 vond er aanslag met een autobom plaats bij het gebouw. Daarbij vielen geen gewonden en was er beperkte schade. Voor deze en andere aanslagen op onder meer kranten van Sijthoff werden meerdere medewerkers en directeur Eef Hoos van beveiligingsbedrijf 'Toetanchamon' tot celstraffen veroordeeld. De aanslagen werden gepleegd vanwege een in de Haagsche Courant verschenen rechtbankverslag. Daarin uitte de landsadvocaat tijdens een rechtszaak die het beveiligingsbedrijf had aangespannen, zijn vermoedens dat bij het beveiligingsbedrijf medewerkers met een crimineel verleden werkzaam waren.

## Galerij

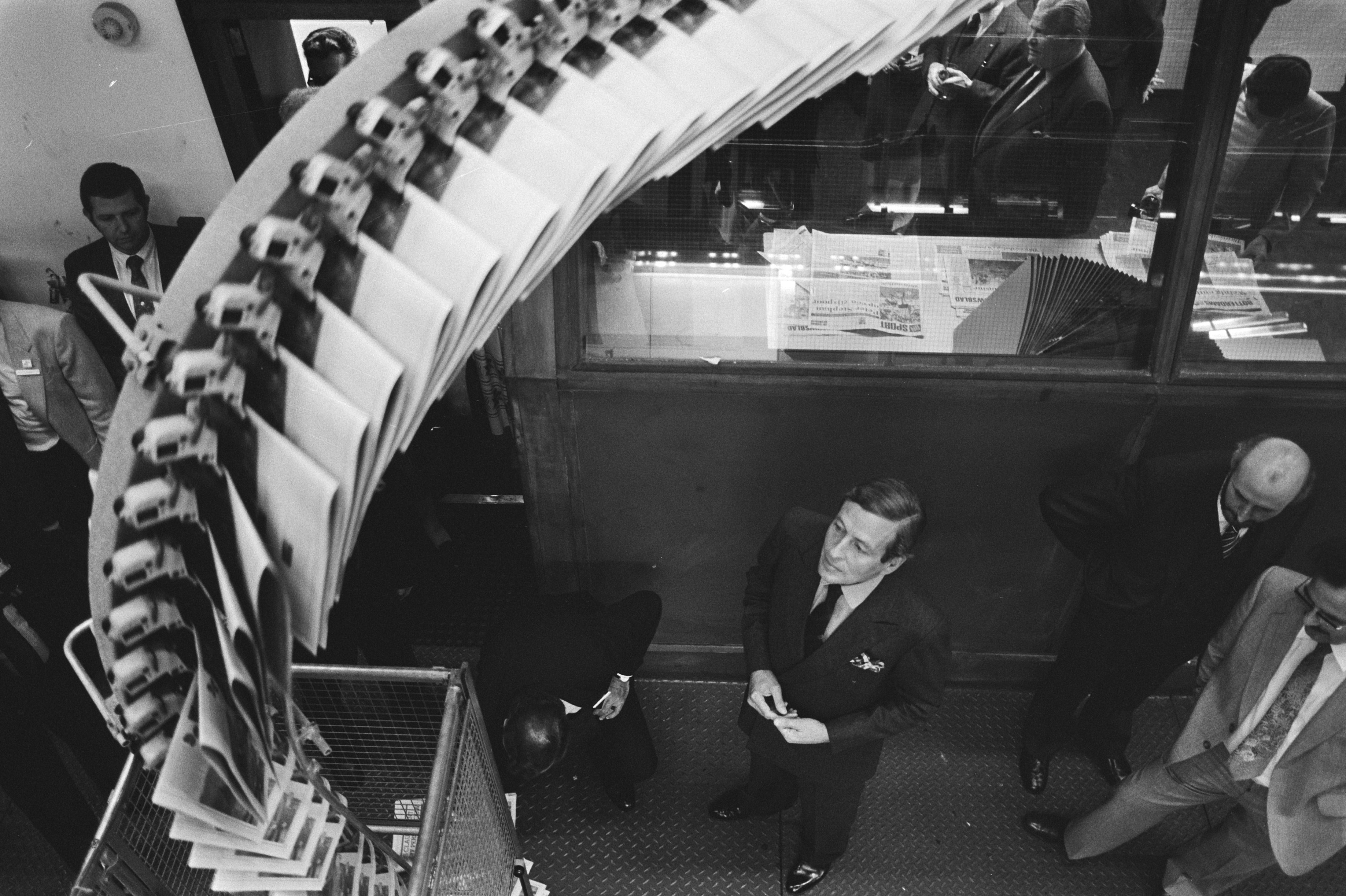
Prins Claus met offset rotatiepers tijdens de officiële opening in 1981
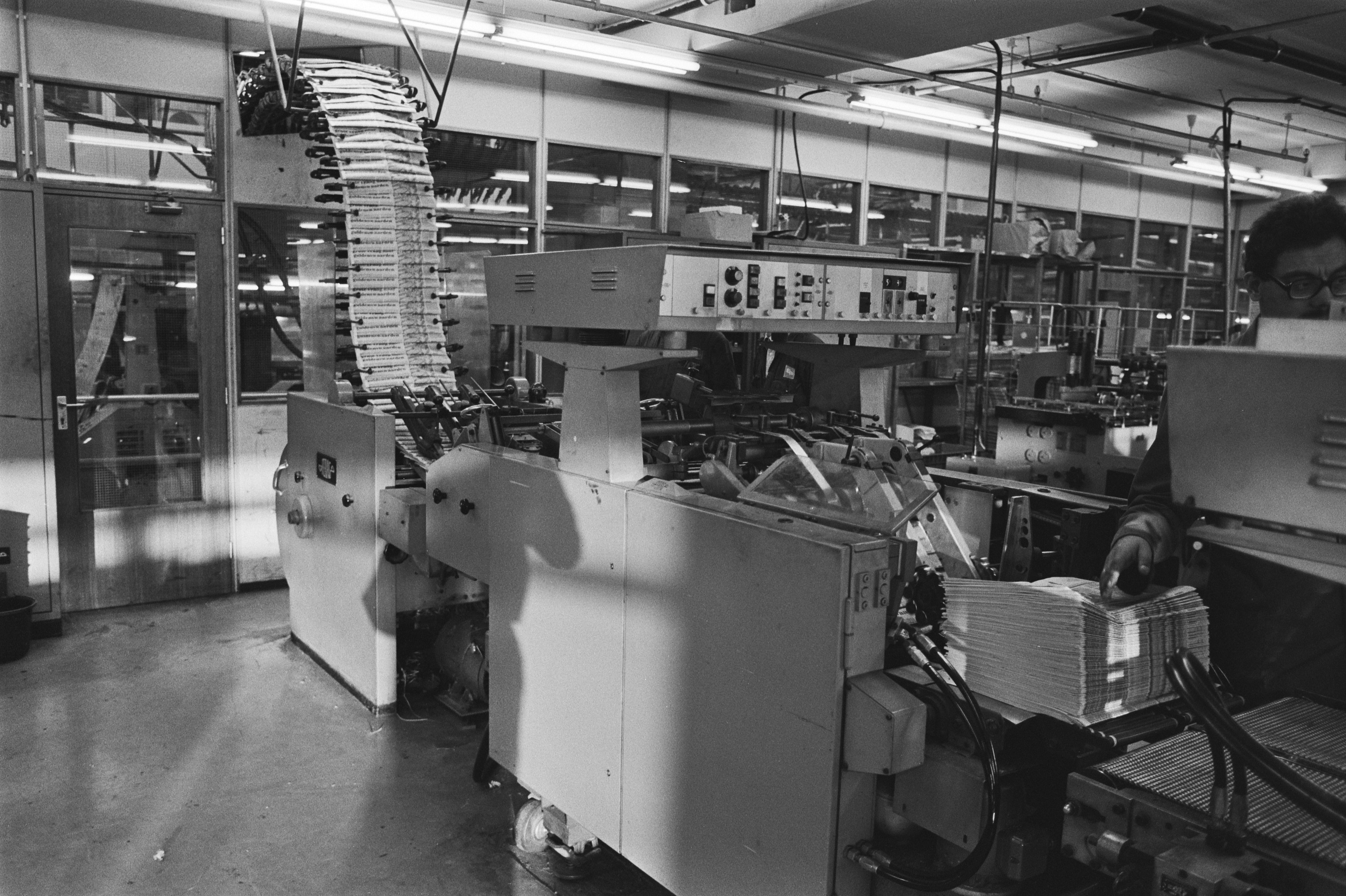
Hogedruk rotatiepers in het gebouw (1981)
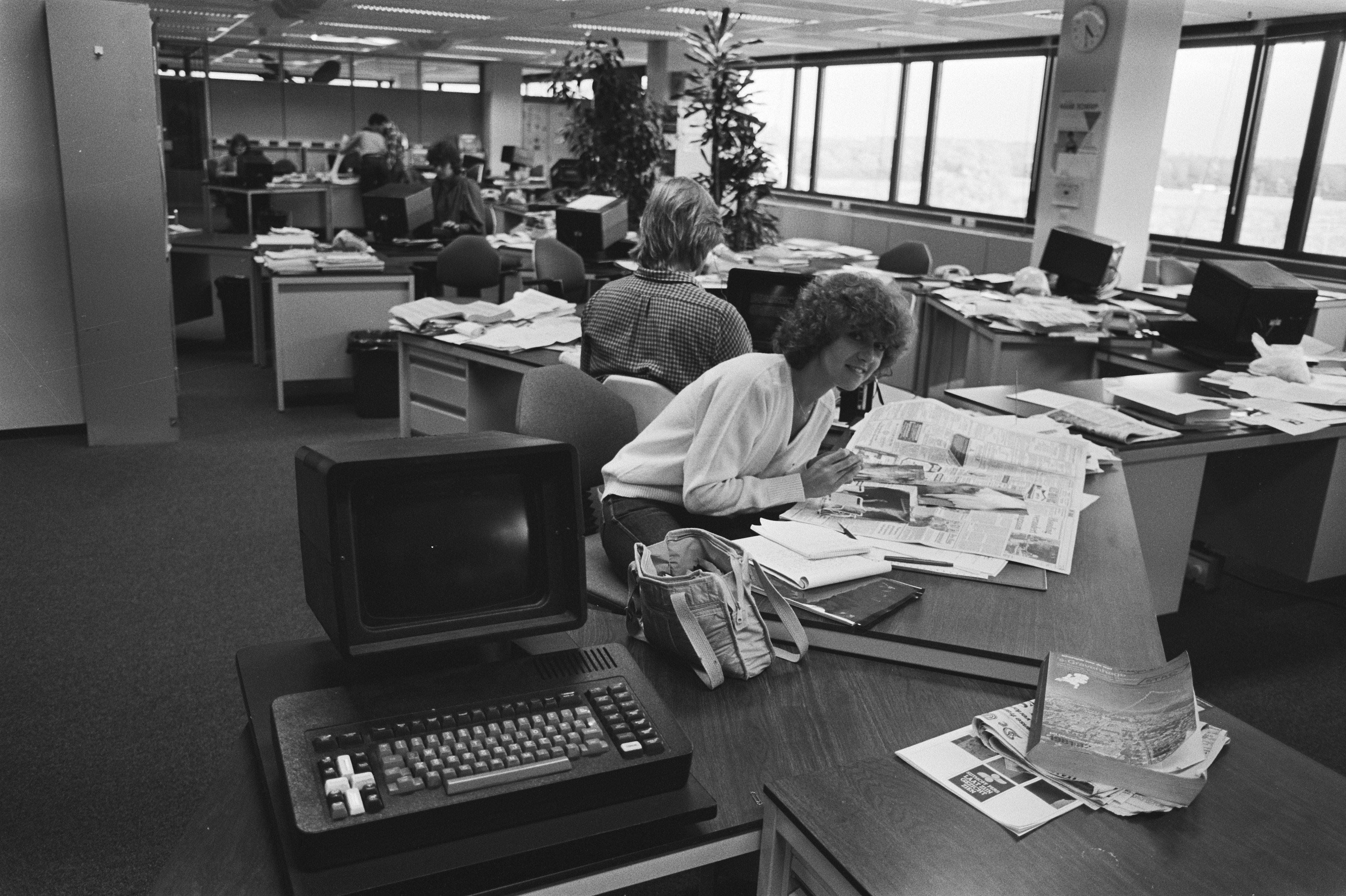
Redactie in het gebouw (1981)
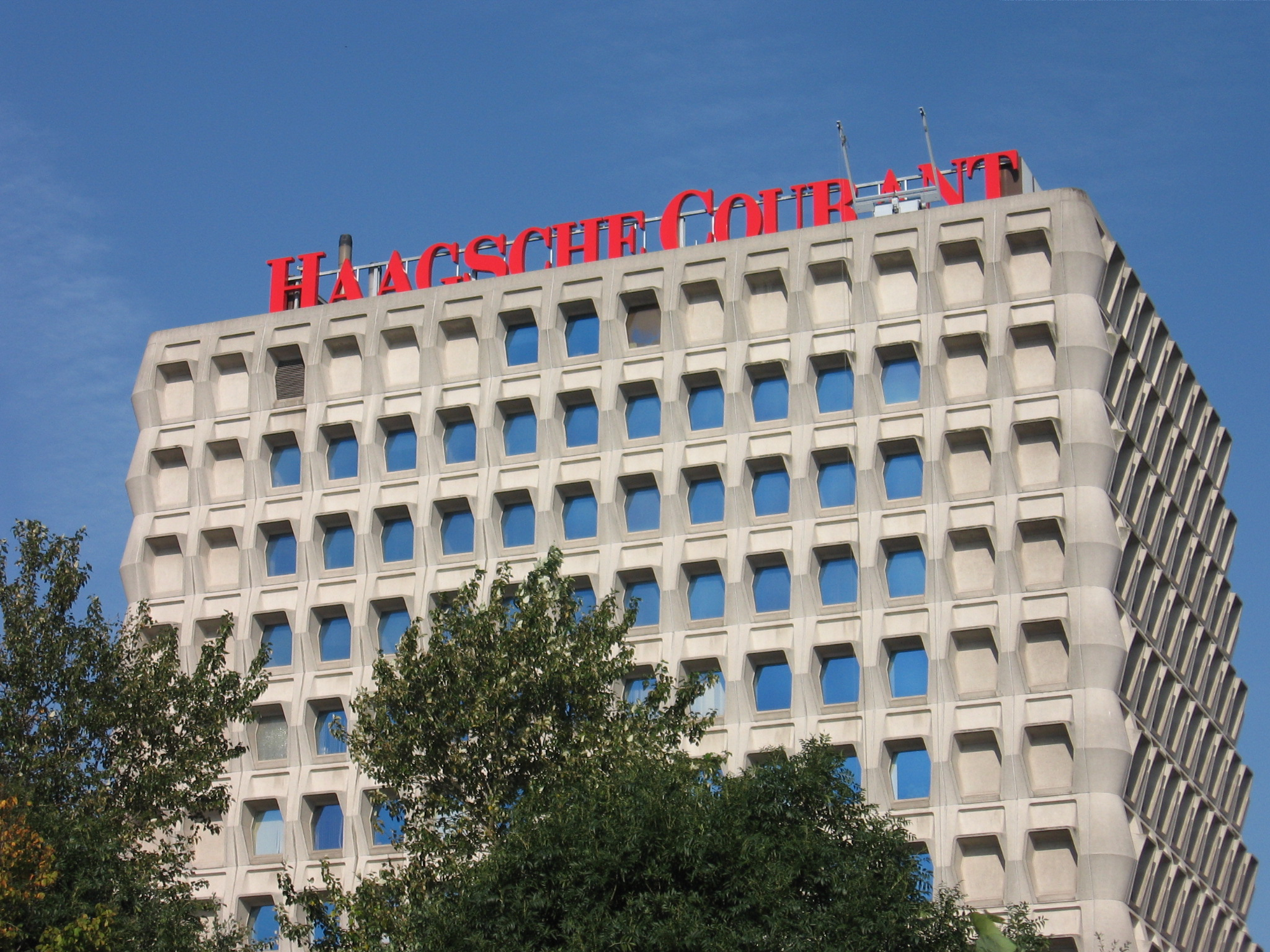
Gebouw in 2006 met in rode letters "Haagsche Courant"
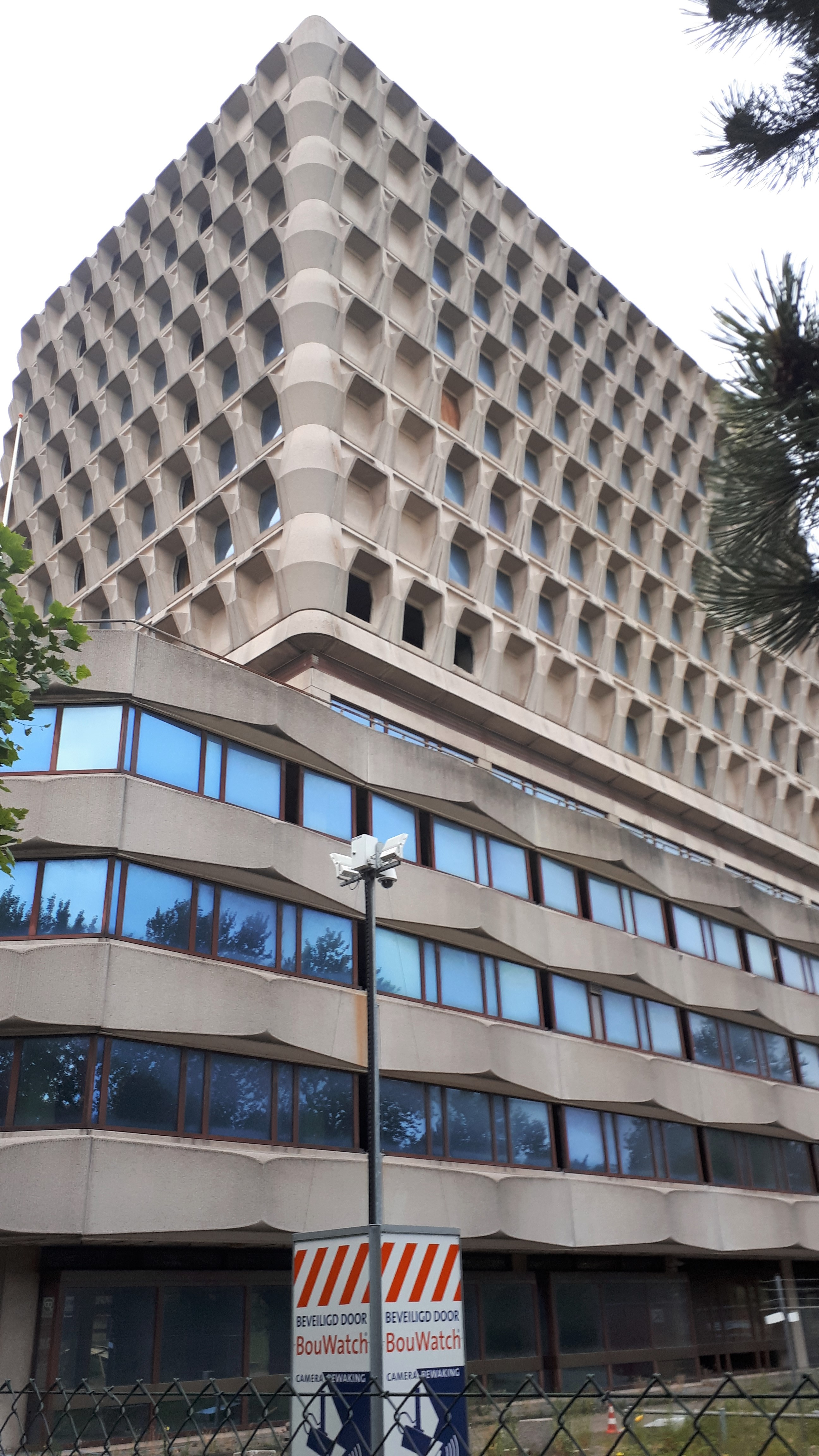
Sijthoff in 2020
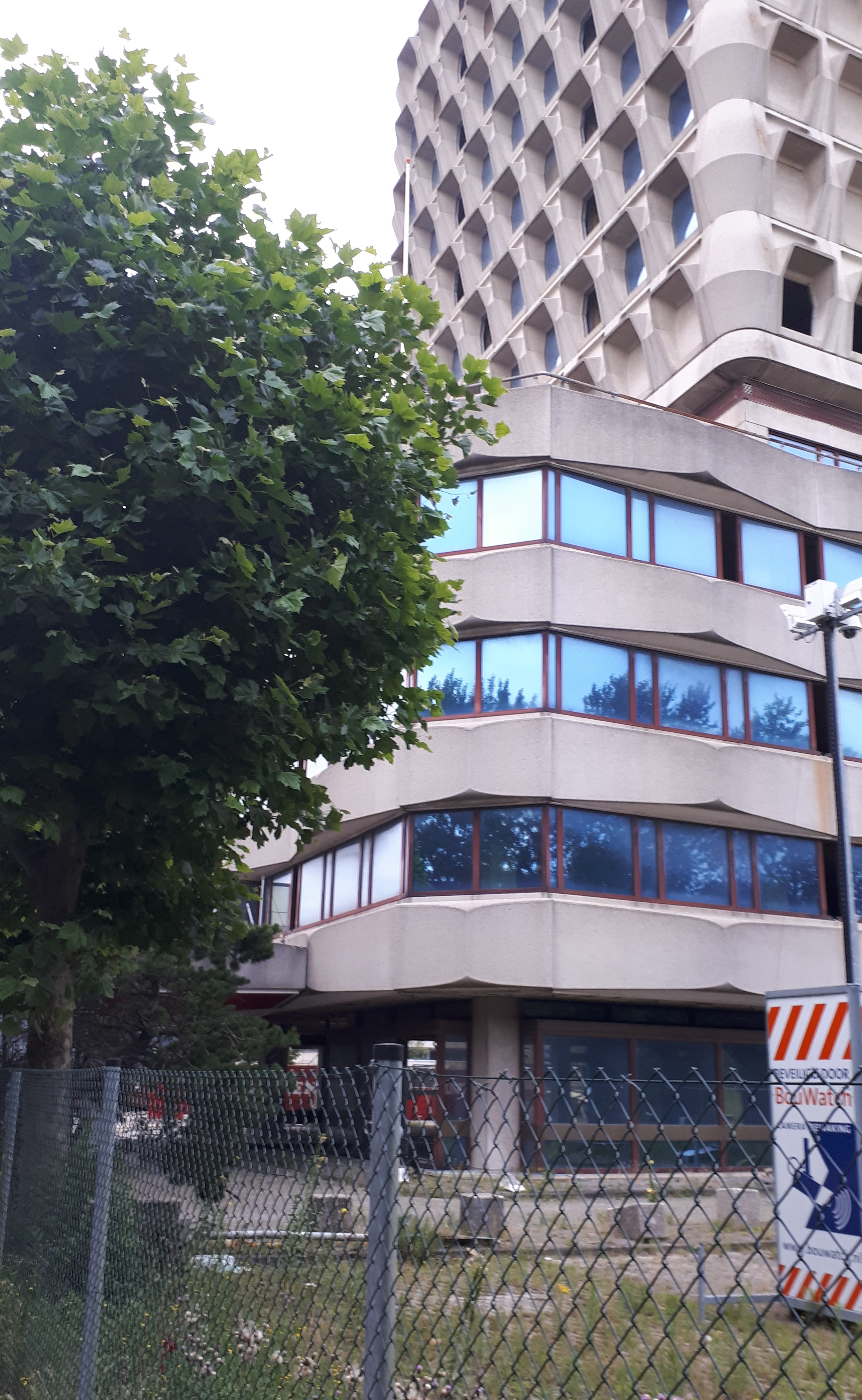
Het leegstaande gebouw in 2020
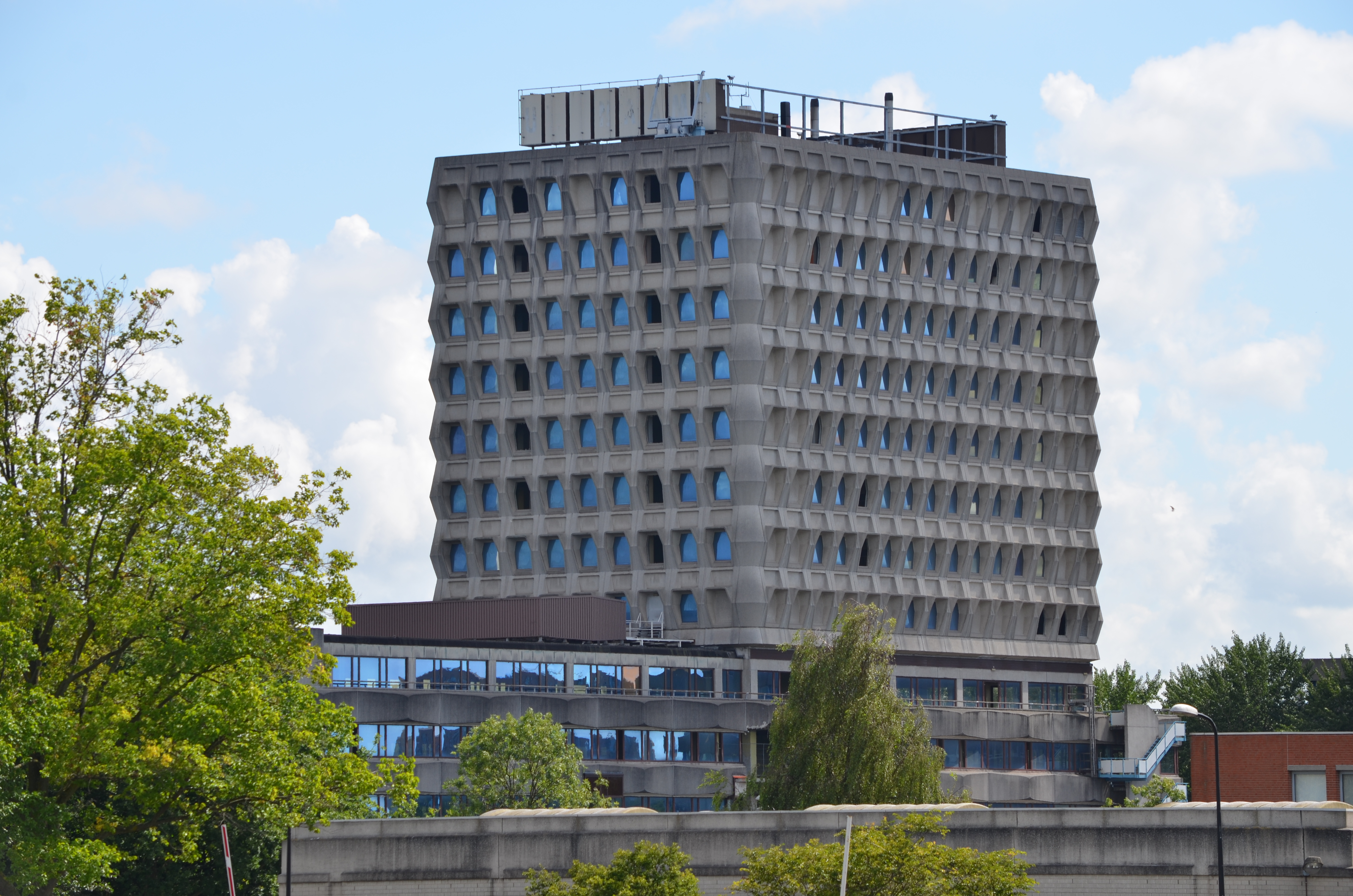
Zijaanzicht in 2020

## Bron
1. ↑  "Koninklijke Agenda voor maandag 5 oktober 1981", Algemeen Dagblad, 3 oktober 1981. Geraadpleegd op 3 december 2024. – via Delpher.
2. ↑  Den Haag Centraal, Nieuwe woontorens rond het oude Sijthoff-gebouw in Rijswijk, door Herman Rosenberg, 17 april 2023
3. ↑  AD, Aan de grens van Rijswijk verrijst een klein Manhattan met een speciale rol voor de ‘eierdoos’ van Sijthoff door Nico Heemelaar, 19 december 2022
4. ↑  "Aanslag met bomauto bij Sijthoffpers", Het vrĳe volk : democratisch-socialistisch dagblad, 2 december 1988. Geraadpleegd op 3 december 2024. – via Delpher.
5. ↑  "Baas van Toetanchamon: twaalf jaar gevangenisstraf", Het vrĳe volk : democratisch-socialistisch dagblad, 11 mei 1989. Geraadpleegd op 3 december 2024. – via Delpher.